# Себастиан Алер
Себастиан Ромен Теди Алер (на френски: Sébastien Romain Teddy Haller) е котдивоарски футболист, играещ като нападател за нидерландския Утрехт и националния отбор на Кот д'Ивоар. Участник в Купата на африканските нации 2021 и 2023. Става шампион през 2024 в Купата на африканските нации 2023, където бележи 2 гола (на полуфинала срещу ДР Конго при победата с 1:0 и на финала срещу Нигерия за победата с 2:0. 

## Успехи
Айнтрахт Франкфурт
- Купа на Германия
  -  Носител (1): 2017/18

 Аякс
- Ередивизи
  -  Шампион на Нидерландия (1): 2020/21, 2021/22
- Купа на Нидерландия
  -  Носител (1): 2020/21
- Суперкупа на Нидерландия
  -  Носител (1): 2021

 Кот д'Ивоар
- Купа на африканските нации 2023
  -  Носител (1): 2024

Индивидуални
- Голмайстор в Шампионата на Нидерландия: 2021/22 (21 гола)
- Голмайстор (поделен) в Купата на лигата на Англия: 2021 (4гола)
- 13-то място за Златната топка на Франс Футбол: 2022